# South Nutfield
South Nutfield – wieś w Anglii, w hrabstwie Surrey. Leży 3 km od miasta Redhill, 30,6 km od miasta Guildford i 32,2 km od Londynu. W 2015 miejscowość liczyła 1979 mieszkańców.